# Ballaying
Ballaying is een plaats in de regio Wheatbelt in West-Australië.

## Geschiedenis
Ten tijde van de Europese kolonisatie leefden de Wiilman Nyungah in de streek.
Zoals zo veel plaatsen in de Wheatbelt ontstond Ballaying als een nevenspoor langs een spoorweg vanwaar de plaatselijke landbouwers hun oogst vervoerden. Van 1905 tot 1958 was er een schooltje actief.

## 21e eeuw
Ballaying maakt deel uit van het lokale bestuursgebied (LGA) Shire of Wagin, een landbouwdistrict. Tot ver in de 21e eeuw bleef het een verzamel- en ophaalpunt voor de oogst van de in de streek bij de Co-operative Bulk Handling Group aangesloten graanproducenten. In de jaren 2010 kwam daar een eind aan.
Ballaying telde 33 inwoners in 2021.

## Toerisme
Ballaying ligt aan het zoutmeer 'Lake Dumbleyung'. Donald Campbell brak er in de jaren 1960 het snelheidsrecord op water.
Net ten westen ligt het natuurreservaat 'Gundaring Lake Nature Reserve'.

## Transport
Ballaying ligt 260 kilometer ten zuidoosten de West-Australische hoofdstad Perth, 25 kilometer ten westzuidwesten van Dumbleyung en 30 kilometer ten oosten van Wagin, de hoofdplaats van het lokale bestuursgebied waarvan het deel uitmaakt.
De spoorweg die boven Ballaying loopt maakt deel uit van het goederenspoorwegnetwerk van Arc Infrastructure.